# 사이베리아 II

《사이베리아 II》(Syberia II)는 Microids가 개발, 배급한 어드벤처 게임이다. 사이베리아의 뒤를 잇는다. 3인칭 퍼즐 풀기 게임의 하나이다. 1편의 게임 사이베리아와 스타일적으로 비슷한 사이베리아 II는 더 사실적인 캐릭터 애니메이션을 도입함으로써 1편의 게임을 개선하고 있다. 이 게임은 첫 편을 완전히 재구성하였기 때문에 게임을 즐기기 위해 플레이어가 1편의 게임을 경험할 필요는 없다. 닌텐도 스위치 버전은 2017년 4분기로 출시가 예정되어 있다.

## 평가
이 게임은 스토리 라인과 그래픽 면에서 대체적으로 긍정적인 평가를 받았으나 게임의 길이가 짧고 리플레이성이 부족하다는 이유로 비평을 받았다.

## 후편
후편인 《사이베리아 III》는 2017년 4월에 출시되었다.